# Enicospilus faustus
Enicospilus faustus là một loài tò vò trong họ Ichneumonidae.